# Ribatejo
Ribatejo je region ve středním Portugalsku. Nachází se severovýchodně od Lisabonu a je pojmenován podle řeky Tejo, která jím protéká. Díky příznivému podnebí a úrodné půdě patří k nejvýznamnějším zemědělským oblastem Portugalska, pěstuje se vinná réva, olivovník, ovoce, zelenina, pšenice a rýže. Pro zdejší folklór jsou charakteristické býčí zápasy a tanec fandango, významnou turistickou atrakcí je templářský hrad v Tomaru. V letech 1936 až 1976 tvořilo Ribatejo provincii zahrnující dvacet dva obcí s hlavním městem Santarém (bylo jedinou portugalskou provincií, která nehraničila se Španělskem ani s mořem). Ribatejo se dělí na tři části: Bairro na severu, Lezíria podél řeky Tejo a Charneca na jihu.